# Mozilla Public License
Mozilla Public License (MPL) är en programvarulicens som regleras av Mozilla Foundation. Licensen används för programmen som de olika Mozilla-projekten producerar, t.ex. webbläsaren Mozilla Firefox, e-postklienten Mozilla Thunderbird och kalendern Mozilla Sunbird.